# 鈴木聡士
鈴木 聡士（すずき そうし、1974年 - ）は、日本の工学者。学位は博士（工学）（北海学園大学）。北海学園大学教授。専門は地域研究や土木工学。特に地域環境システム、土木計画学・交通工学を研究。

## 経歴
1997年、北海学園大学工学部土木工学科卒業。2002年、同大学院工学研究科建設工学専攻博士課程修了。北海学園大学では五十嵐日出夫（北海道大学名誉教授・北海学園大学名誉教授）に師事した。1996年、北海学園大学博士（工学）。論文の題は「縮約階層分析理論の構築と都市・交通環境の評価に関する研究」。
2002年、札幌大学経済学部経済学科専任講師。2004年、同学科助教授。2006年、アムステルダム自由大学客員研究員。2007年、同学科准教授。
2008年、北海学園大学工学部社会環境工学科准教授。2009年、同大学院工学研究科准教授。2012年、同大学工学部生命工学科准教授。2013年4月、同大学工学部生命工学科教授・同大学院工学研究科教授。
学外では、北広島市総合計画推進委員会委員長、岩見沢市ごみ減量化検討委員会委員、北海道次世代北方型居住空間モデル構想推進協議会委員などを務める。

## 受賞歴
- 2002年 : 社団法人土木学会北海道支部奨励賞受賞
- 2006年 : 日本地域学会学会賞受賞

## 著書
- 木下栄蔵, 高野伸栄編『参加型社会の決め方―公共事業における集団意思決定』（分担執筆、近代科学社、2004年）
- 北広島市誌編纂委員会編『北広島市史（上・下巻）』（分担執筆、北広島市、2007年）